# Prima Categoria Marche 1962-1963
Il campionato di calcio di Prima Categoria 1962-1963 è stato il V livello del campionato italiano. A carattere regionale, fu il quarto campionato dilettantistico con questo nome dopo la riforma voluta da Zauli del 1958.
Questi sono i gironi organizzati dal Comitato Regionale Marchigiano per la regione Marche.

## Girone A

### Squadre partecipanti
| Squadra               | Città (provincia)        | Stagione precedente |
| --------------------- | ------------------------ | ------------------- |
| Ava Victoria          | Pesaro                   |                     |
| Pol. Cagliese         | Cagli (PS)               |                     |
| S.S. Enzo Andreanelli | Ancona                   |                     |
| U.S. Falco            | Acqualagna (PS)          |                     |
| A.S. Falconarese      | Falconara Marittima (AN) |                     |
| U.S. Fermignanese     | Fermignano (PS)          |                     |
| S.S. Forsempronese    | Fossombrone (PS)         |                     |
| U.S. Junior           | Ancona                   |                     |
| S.S. Matelica         | Matelica (MC)            |                     |
| C.S.I. Pro Calcio     | Fano (PS)                |                     |
| A.S. Serrana          | Serra San Quirico (AN)   |                     |
| Stella Maris          | Falconara Marittima (AN) |                     |
| A.S. Urbino           | Urbino                   |                     |
| U.S. Vigor Senigallia | Senigallia (AN)          |                     |

### Classifica finale
|  | Pos. | Squadra               | Pt | G  | V  | N  | P  | GF | GS | DR |
|  | ---- | --------------------- | -- | -- | -- | -- | -- | -- | -- | -- |
|  | 1.   | Ava Victoria          | 46 | 26 | 21 | 4  | 1  | 72 | 16 |    |
|  | 2.   | Falconarese           | 44 | 26 | 18 | 8  | 0  | 56 | 10 |    |
|  | 3.   | Urbino                | 35 | 26 | 15 | 5  | 6  | 29 | 27 |    |
|  | 4.   | Falco Acqualagna      | 34 | 26 | 14 | 6  | 6  | 55 | 28 |    |
|  | 5.   | Matelica              | 32 | 26 | 14 | 4  | 8  | 50 | 30 |    |
|  | 6.   | Forsempronese         | 27 | 26 | 7  | 13 | 6  | 32 | 32 |    |
|  | 7.   | Enzo Andreanelli      | 24 | 26 | 7  | 10 | 9  | 21 | 37 |    |
|  | 8.   | CSI Pro Calcio Fano   | 22 | 26 | 7  | 8  | 11 | 34 | 32 |    |
|  | 9.   | Cagliese              | 18 | 26 | 6  | 6  | 14 | 26 | 47 |    |
|  | 10.  | Junior Ancona         | 17 | 26 | 6  | 5  | 15 | 37 | 43 |    |
|  | 11.  | Vigor Senigallia (-7) | 16 | 26 | 9  | 5  | 12 | 26 | 31 |    |
|  | 11.  | Fermignanese (-1)     | 16 | 26 | 4  | 9  | 13 | 36 | 63 |    |
|  | 13.  | Stella Maris          | 15 | 26 | 5  | 5  | 16 | 19 | 44 |    |
|  | 14.  | Serrana               | 10 | 26 | 2  | 6  | 18 | 21 | 74 |    |

Legenda:
      Ammesso alle finali regionali.
      Retrocesso in Seconda Categoria.
Regolamento:
Due punti a vittoria, uno a pareggio, zero a sconfitta.
Note:
Fermignanese ha scontato 1 punto di penalizzazione in classifica per una rinuncia.
Vigor Senigallia ha scontato 7 punti di penalizzazione in classifica per illecito sportivo.

## Girone B

### Squadre partecipanti
| Squadra                | Città (provincia)        | Stagione precedente |
| ---------------------- | ------------------------ | ------------------- |
| G.S. Castelfidardo     | Castelfidardo (MC)       |                     |
| S.S. Corridonia        | Corridonia (MC)          |                     |
| Giorgiana Macerata     | Macerata                 |                     |
| U.S. Loreto Calcio     | Loreto (AN)              |                     |
| Pol. Montefiore        | Montefiore dell'Aso (AP) |                     |
| U.S. Petritolese       | Petritoli (AP)           |                     |
| S.S. Piano San Lazzaro | Ancona                   |                     |
| S.S. Portorecanati     | Porto Recanati (MC)      |                     |
| S.S. Potenza Picena    | Potenza Picena (MC)      |                     |
| S.S. Pro Calcio Ascoli | Ascoli Piceno            |                     |
| U.S. Recanatese        | Recanati (MC)            |                     |
| A.C. Sangiustese       | Monte San Giusto (MC)    |                     |
| S.S. Settempeda        | San Severino Marche (MC) |                     |
| U.S. Tolentino         | Tolentino (MC)           |                     |

### Classifica finale
|  | Pos. | Squadra            | Pt | G  | V  | N  | P  | GF | GS | DR |
|  | ---- | ------------------ | -- | -- | -- | -- | -- | -- | -- | -- |
|  | 1.   | Tolentino          | 45 | 26 | 19 | 7  | 0  | 60 | 11 |    |
|  | 2.   | Portorecanati      | 35 | 26 | 15 | 6  | 5  | 40 | 17 |    |
|  | 3.   | Settempeda         | 34 | 26 | 13 | 8  | 5  | 42 | 27 |    |
|  | 4.   | Castelfidardo      | 32 | 26 | 11 | 10 | 5  | 30 | 22 |    |
|  | 5.   | Corridonia         | 30 | 26 | 12 | 6  | 8  | 40 | 23 |    |
|  | 5.   | Recanatese         | 30 | 26 | 12 | 6  | 8  | 25 | 22 |    |
|  | 7.   | Piano San Lazzaro  | 25 | 26 | 8  | 8  | 9  | 34 | 32 |    |
|  | 8.   | Petritolese        | 24 | 26 | 7  | 10 | 9  | 25 | 29 |    |
|  | 9.   | Loreto             | 23 | 26 | 8  | 7  | 11 | 29 | 31 |    |
|  | 10.  | Giorgiana Macerata | 19 | 26 | 7  | 5  | 14 | 17 | 44 |    |
|  | 11.  | Potenza Picena     | 18 | 26 | 7  | 4  | 15 | 30 | 45 |    |
|  | 12.  | Pro Calcio Ascoli  | 17 | 26 | 7  | 3  | 16 | 24 | 41 |    |
|  | 13.  | Sangiustese        | 16 | 26 | 3  | 10 | 13 | 16 | 44 |    |
|  | 14.  | Montefiore         | 15 | 26 | 3  | 9  | 14 | 29 | 53 |    |

Legenda:
      Ammesso alle finali regionali.
      Retrocesso in Seconda Categoria.
Regolamento:
Due punti a vittoria, uno a pareggio, zero a sconfitta.

## Finali per il titolo
|           | Risultati |           | Luogo e data              |
| --------- | --------- | --------- | ------------------------- |
| Victoria  | 0-0       | Tolentino | Pesaro, 16 giugno 1963    |
|           |           |           |                           |
| Tolentino | 2-1       | Victoria  | Tolentino, 23 giugno 1963 |
|           |           |           |                           |

## Verdetti finali
- Il Tolentino è ammesso alle finali interregionali, è promossa in Serie D.